# Trattato di Tolentino
Il trattato di Tolentino (o Pace di Tolentino) fu un accordo diplomatico sottoscritto fra la Francia e lo Stato Pontificio firmato nella cittadina marchigiana di Tolentino il 19 febbraio 1797, giorno 1º ventoso V. Il trattato fu imposto da Napoleone (all'epoca semplice comandante dell'Armata d'Italia) a papa Pio VI a seguito delle sue vittorie militari.
Il trattato completava (e aggravava) le clausole del precedente trattato (armistizio di Bologna) tra il Papa e la Francia rivoluzionaria (cessione alla Francia di tutti i territori dello Stato Pontificio a nord di Ancona).

## Scenario bellico
Al trattato di Tolentino si giunse al termine della campagna d'Italia iniziata dal generale Napoleone Bonaparte nel 1796. Intenzionato ad imporre il dominio francese nell'Italia settentrionale, Bonaparte riuscì con la forza ad ottenere da papa Pio VI, nel giugno 1796, l'armistizio di Bologna. Vanificati i tentativi austriaci di liberare Mantova nella battaglia del Ponte di Arcole e nella battaglia di Rivoli, Napoleone non ebbe più nemici in Norditalia. Successivamente attaccò nuovamente lo Stato Pontificio, di cui aveva già occupato le due province emiliane: nel febbraio 1797 novemila soldati francesi invasero la Romagna, sbaragliando le forze pontificie presso Faenza. Il 15 maggio 1797 Napoleone entrerà anche nella Repubblica di Venezia, decretandone la sua caduta. La Santa Sede fu costretta alla trattativa per ottenere la cessazione delle ostilità.

## Nuove clausole
L'indennità di guerra passò da 21 a 36 milioni di lire; inoltre il Papa dovette rinunciare alla Romagna, alla città di Avignone con il suo territorio e al Contado Venassino, già exclave pontificia precedentemente occupata dall'esercito francese. In forza del trattato, il Papa dovette inoltre cedere diverse opere d'arte, sicché oltre cento fra statue e dipinti vennero portati a Parigi. I francesi si riservarono il diritto di entrare in tutti gli edifici (pubblici, privati o religiosi) per sottrarre le opere. Questa parte del trattato fu estesa con i trattati del 1798 a tutto il territorio italiano. Foligno divenne il luogo prescelto per il pagamento e la consegna da parte dello Stato Pontificio verso la Repubblica Francese di parte delle somme pattuite nell'armistizio di Bologna: 10 milioni di lire tornesi in contanti e 5 milioni di lire tornesi in diamanti. Ulteriori 15 milioni di lire tornesi erano da corrispondere con scadenza nei mesi di marzo e aprile. A garanzia di tutti i pagamenti concordati venivano mantenute sotto occupazione militare l’Umbria a tutela della prima rata, le Marche per la seconda e il Montefeltro per la terza. Altre condizioni imponevano il risarcimento della famiglia del diplomatico della Francia repubblicana Ugo di Basseville, ucciso dalla folla romana nel 1793, e il consenso allo stazionamento delle truppe francesi in Ancona sino al termine della guerra.
A Parigi confluirono opere di ineguagliabile valore: in primis il Bruto capitolino e la testa marmorea di Marco Giunio Bruto il cesaricida, poi quelle conservate nei giardini del Belvedere Vaticano, tra cui il Gruppo del Laocoonte, l'Apollo del Belvedere, il Torso di Belvedere e altre sculture antiche conservate nei maggiori musei romani, come i Vaticani e Villa Albani. Vi erano anche dipinti del Rinascimento italiano, fra cui la Trasfigurazione di Raffaello e la Pala dei Decemviri di Perugino. Alcuni misero in dubbio la legittimità delle spoliazioni napoleoniche. Tra gli oppositori più convinti ci fu Antoine Chrysostome Quatremère de Quincy che nel 1796 scrisse un pamphlet, Lettres à Miranda, in cui sosteneva il forte rapporto che lega l'opera d'arte al luogo cui è stata destinata. Quatremère sosteneva che, sradicando l'opera dal contesto in cui è stata creata, venga irrimediabilmente compromessa la sua leggibilità.

## Eventi successivi

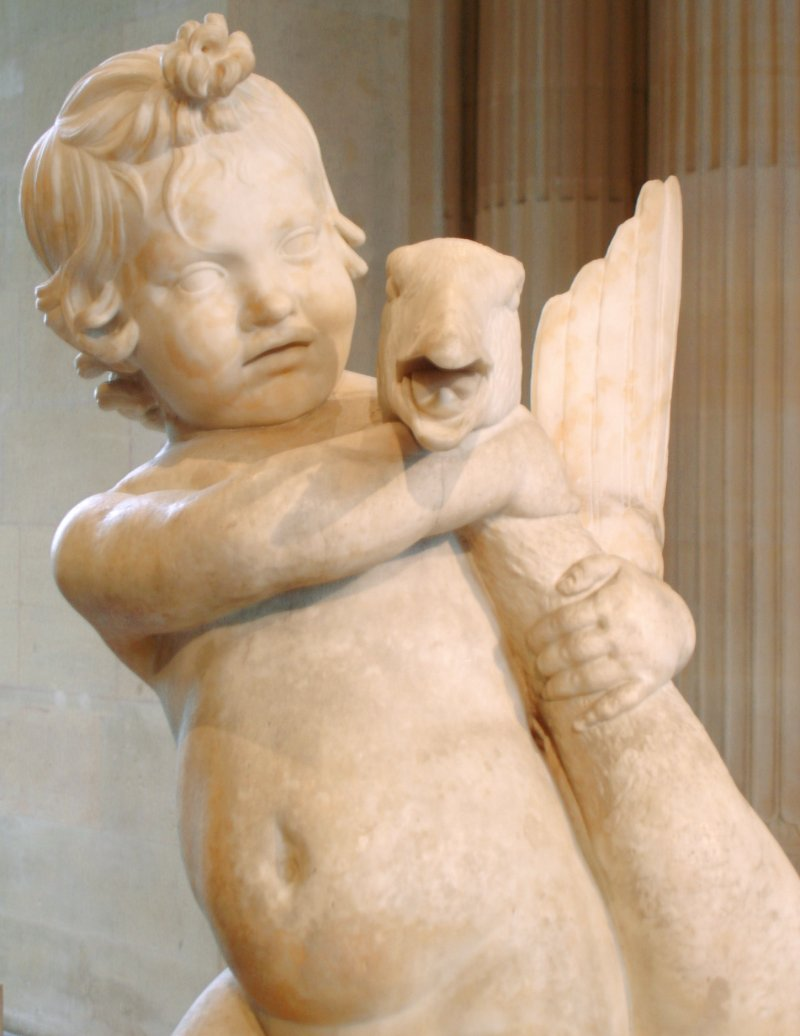
Bambino con oca, oggi al Louvre; scoperto nel 1792 presso la Villa dei Quintili sulla Via Appia, anticamente presso la Collezione Braschi e poi ceduto attraverso il Trattato di Tolentino

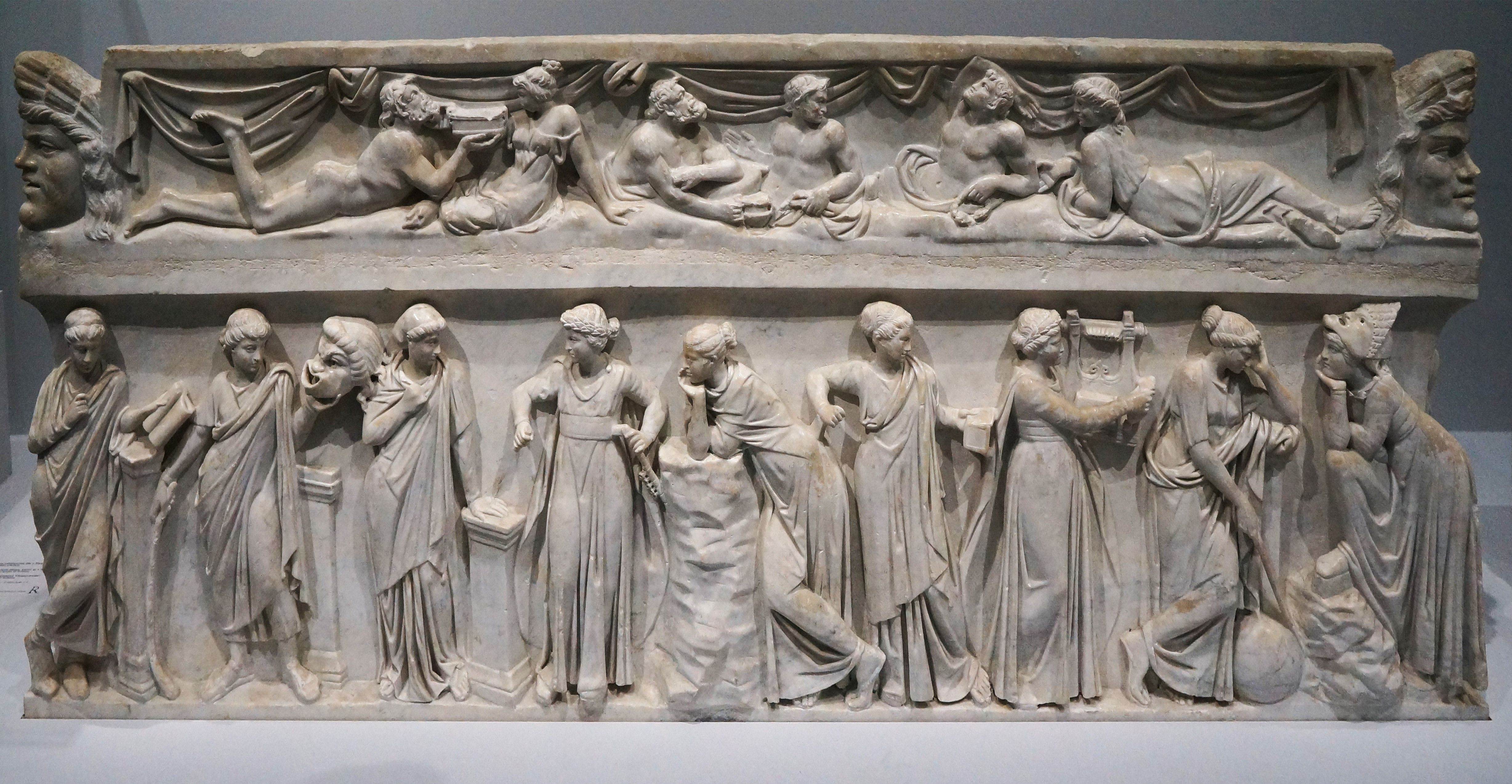
Sarcofago delle Muse, anticamente presso i Musei Capitolini e ceduto alla Francia con il trattato di Tolentino, oggi al Louvre

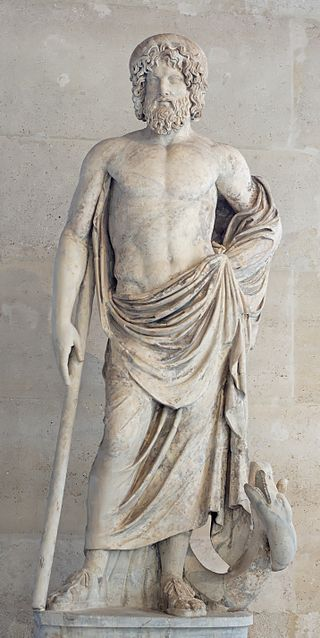
Asclepio della collezione Albani, con restauri del Cavaceppi; ottenuto con il Trattato di Tolentino, oggi al Louvre

I territori sottratti allo Stato della Chiesa (Romagna e Ancona) entrarono a far parte della neonata Repubblica Cispadana, con capitale Bologna. Il 29 giugno 1797 fu annessa anche la Legazione di Romagna. Il 9 luglio dello stesso anno la Repubblica Cispadana venne unita con la Repubblica Transpadana; le due entità formarono la Repubblica Cisalpina, con capitale Milano.
A seguito della caduta di Napoleone (1815), svariate delle opere d'arte sottratte furono rimpatriate negli Stati italiani, ma alcune rimasero in Francia.